# Чирково (Ленинградская область)
Чирково — деревня в Пчевском сельском поселении Киришского района Ленинградской области.

## История
Деревня Чиркова упоминается на карте Санкт-Петербургской губернии Ф. Ф. Шуберта 1834 года.

ЧИРКОВО — деревня принадлежит графу Кутайсову, число жителей по ревизии: 18 м. п., 20 ж. п. (1838 год)

Деревня Чиркова обозначена на специальной карте западной части России Ф. Ф. Шуберта 1844 года.

ЧИРКОВА — деревня графини Кутайсовой, по просёлочной дороге, число дворов — 9, число душ — 22 м. п. (1856 год)

ЧИРКОВО — деревня владельческая при речке Чёрной, число дворов — 8, число жителей: 27 м. п., 26 ж. п.; Часовня православная. (1862 год)

В 1867—1868 годах временнообязанные крестьяне деревни выкупили свои земельные наделы у П. П. Кутайсовой и стали собственниками земли.
Сборник Центрального статистического комитета описывал её так:

ЧИРКОВА — деревня бывшая владельческая, дворов — 10, жителей — 57; Часовня, постоялый двор. (1885 год)

Согласно материалам по статистике народного хозяйства Новоладожского уезда 1891 года имение при селениях Пчева и Чирково площадью 1459 десятин принадлежало наследной графине П. П. Кутайсовой, имение было приобретено до 1868 года.
Согласно епархиальным сведениям 1899 года деревня относилась к приходу Преображенской (св. Модеста) церкви в селе Пчева.
В XIX веке деревня административно относилась ко 2-му стану Новоладожского уезда Санкт-Петербургской губернии, в начале XX века — к Городищенской волости 5-го земского участка 1-го стана.
По данным «Памятной книжки Санкт-Петербургской губернии» за 1905 год деревня Чирково входила в состав Пчевского сельского общества.
Согласно карте Петроградской и Новгородской губерний 1915 года деревня называлась Чиркова, смежно с ней находилась деревня Леготково.
С 1917 по 1923 год деревня входила в состав Пчевского сельсовета Городищенской волости Новоладожского уезда.
С 1922 года в составе Глажевской волости Волховского уезда.
С 1924 года в составе Мысловского сельсовета.
Согласно данным переписи населения СССР 1926 года в деревне Чирково Михальцынского сельсовета проживали 99 человек — все русские. 
С 1927 года в составе Андреевского района.
В 1928 году население деревни Чирково составляло 109 человек.
С 1931 года в составе Киришского района. В 1931 году в деревне был организован колхоз «Чирково».
Согласно карте Ленинградской области Северо-западного аэрогеодезического треста ГГУ издания 1932 года деревня насчитывала 11 крестьянских дворов.
По данным 1933 года деревня Чирково входила в состав Мысловского сельсовета Киришского района.

План деревни Чирково. 1937 год

Согласно топографической карте РККА 1937 года деревня насчитывала 19 крестьянских дворов. В деревне работали школа и колхоз «Чирково». 
Согласно данным переписи населения СССР 1939 года в деревне Чирково проживали 43 мужчины и 42 женщины, всего 85 человек.
С 1954 года в составе Пчевского сельсовета.
С 1963 года в составе Волховского района.
С 1965 года вновь составе Киришского района. В 1965 году население деревни Чирково составляло 68 человек.
По данным 1966, 1973 и 1990 годов года деревня Чирково также входила в состав Пчевского сельсовета.
В 1997 году в деревне Чирково Пчевской волости проживали 36 человек, в 2002 году — 53 (русские — 96 %).
В 2007 году в деревне Чирково Пчевского СП проживали 67 человек, в 2010 году — 128.

## География
Деревня расположена в центральной части района на автодороге 41К-556 (подъезд к дер. Чирково), к востоку от автодороги 41К-022 (Кириши — Городище — Волхов).
Расстояние до административного центра поселения — 8 км.
Расстояние до ближайшей железнодорожной станции Кириши — 9 км.
Деревня находится на правом берегу реки Чёрная.

## Демография
| 1838 | 1862 | 1885 | 1928 | 1965 | 1997 | 2002 |
| ---- | ---- | ---- | ---- | ---- | ---- | ---- |
| 38   | ↗53  | ↗57  | ↗109 | ↘68  | ↘36  | ↗53  |
| 2007 | 2010 | 2017 |      |      |      |      |
| ↗67  | ↗128 | ↘105 |      |      |      |      |

### Национальный состав
Согласно данным Всероссийской переписи населения 2021 года в деревне проживал 101 человек, из них:
 русские — 90, азербайджанцы — 6, армяне — 1 человек, остальные национальность не указали.

## Улицы
Дачный переулок, Лесной переулок, Речной переулок, Садовый переулок.

## Известные уроженцы
- Антипов, Михаил Андреевич (1900—1961) — советский политработник, депутат Верховного Совета СССР 1-го созыва.